# Takahashi Kenji (Literaturwissenschaftler)
Takahashi Kenji (japanisch 高橋 健二; * 18. August 1902 in Kyōbashi, Tokio; † 2. März 1998) war ein japanischer Germanist und Übersetzer insbesondere der Werke Hermann Hesses und Erich Kästners, um deren Vorstellung er sich in Japan bemühte. Von 1977 bis 1981 war er Vorsitzender des japanischen P.E.N.-Zentrums.

## Leben und Wirken
Takahashi war in seiner Oberschulzeit in Tokyo mit Ozaki Hotsumi bekannt. Nach seinem Schulabschluss begann er an der kaiserlichen Universität Tokio mit dem Studium der Germanistik, das er 1925 abschloss. Nach seinem Studium unterrichtete er Deutsche Sprache an der Seikei-Oberschule, aus der später die Seikei-Universität hervorging. 1931 reiste er nach Deutschland, lernte in der Schweiz Hermann Hesse kennen und stand seit den 1930er Jahren in Briefkontakt mit Erich Kästner, den er 1953 in München auch persönlich kennen lernte.
1936 wurde der Antikominternpakt zwischen Japan und Deutschland geschlossen, 1937 trat Italien bei und 1940 schlossen die drei Achsenmächte den Dreimächtepakt. In dieser Zeit leitete Takahashi die Propaganda-Abteilung der Taisei Yokusankai (Unterstützungsgesellschaft für die Kaiserliche Herrschaft). Im Rahmen seiner Tätigkeit bei der Unterstützungsgesellschaft machte er durch die Herausgabe verschiedener Schriften, wie Literatur und Kultur – Besprechungen und Essays, auch die Nazi-Literatur in Japan bekannt. Nach dem Krieg wurde er 1951 an die Chūō-Universität berufen und 1958 für seine Verdienste um die deutsche Literatur mit dem Yomiuri-Literaturpreis (Kategorie: Forschungsarbeiten/Übersetzungen) ausgezeichnet. Es folgten weitere Auszeichnungen für seine Forschungen über Hesse und für Jugendliteraturausgaben der Werke Kästners und der Gebrüder Grimm. 1969 erhielt er den Preis der Japanischen Akademie der Künste, vier Jahre darauf wurde er Mitglied der Akademie. Ende der siebziger Jahre leitete er das japanische P.E.N.-Zentrum. 1985 wurde er zur Person mit besonderen kulturellen Verdiensten ernannt.

## Werke (Auswahl)
- 1931 Heine
- 1942 Bungaku to bunka hyōron to zuihitsu (文学と文化 評論と随筆, Literatur und Kultur – Besprechungen und Essays)
- 1992 Kestonā no shōgai – Dorēsuden no teikō sakka (ケストナーの生涯 ドレースデンの抵抗作家, Kästners Leben – Ein Dresdener Widerstandsschriftsteller), Fukutake Shoten, Tōkyō 1992, ISBN 4-8288-3239-4 (erweiterte Taschenbuchausgabe der Erstveröffentlichung bei Shinshindō Shuppan, Ōsaka 1981)